# Alfred Trawiński
Alfred Trawiński (ur. 4 kwietnia 1888 w Czortkowie, zm. 7 września 1968 w Lublinie) – polski lekarz weterynarii, major Wojska Polskiego, bakteriolog, nauczyciel akademicki w Akademii Medycyny Weterynaryjnej we Lwowie, poseł na Sejm PRL I kadencji. 

## Życiorys
Był jednym z uczniów prof. Józefa Nusbauma-Hilarowicza, absolwentem Wydziału Filozoficznego Uniwersytetu Lwowskiego i Akademii Weterynaryjnej we Lwowie. W 1912 uzyskał doktorat, w 1922 habilitację. Od 1925 był profesorem nadzwyczajnym Akademii Medycyny Weterynaryjnej, w 1938 kierownikiem Katedry Nauki o Środkach Spożywczych Pochodzenia Zwierzęcego, od 1945 profesorem zwyczajnym. Był członkiem zarządu Polskiego Towarzystwa Higienicznego i jednym z inicjatorów utworzenia Muzeum Higieny we Lwowie w 1937.
W 1937 informowano, że miał wyjechać do Monako „na zaproszenie Dyrekcji Instytutu Oceanograficznego w celu wykończenia studiów nad procesem gnilnym mięsa jadalnych zwierząt morskich”.
Brał czynny udział w pracach nad szczepionką przeciwtyfusową prof. Rudolfa Weigla i zaraziwszy się w laboratorium, chorował na ciężką postać tyfusu plamistego. 
Podczas sowieckiej okupacji Lwowa w latach 1939/1940 i 1940/1941 wykładał nadal w tej samej uczelni, przekształconej wówczas w Lwiwśkyj Weterynarnyj Instytut, a potem ponownie w roku akademickim 1944/1945, po ponownym wejściu Armii Czerwonej.
Po wojnie prof. Alfred Trawiński w latach 1945–1947 był kierownikiem Katedry Higieny Żywności we Wrocławiu, potem pracował na Uniwersytecie Marii Curie Skłodowskiej, lubelskiej Wyższej Szkole Rolniczej i Akademii Rolniczej. Był też posłem na Sejm PRL I kadencji (1952–1956).
Wychowankami prof. Alfreda Trawińskiego, jeszcze ze Lwowa, byli m.in. prof. Lesław Ogielski i prof. Mieczysław Cena. W 1950 prof. Trawiński obchodził 40-lecie swojej pracy naukowej.
W 1924 był oficerem rezerwy Kadry Okręgowego Szpitala Koni Nr VI. Dziesięć lat później, w stopniu majora ze starszeństwem z 1 czerwca 1919, zajmował 21. lokatę na liście starszeństwa oficerów rezerwy – lekarzy weterynarii i pozostawał na ewidencji Powiatowej Komendy Uzupełnień Lwów Miasto.
W 1946 został odznaczony Krzyżem Oficerskim Orderu Odrodzenia Polski. W 1951 został odznaczony Złotym Krzyżem Zasługi. W 1955 otrzymał Medal 10-lecia Polski Ludowej.

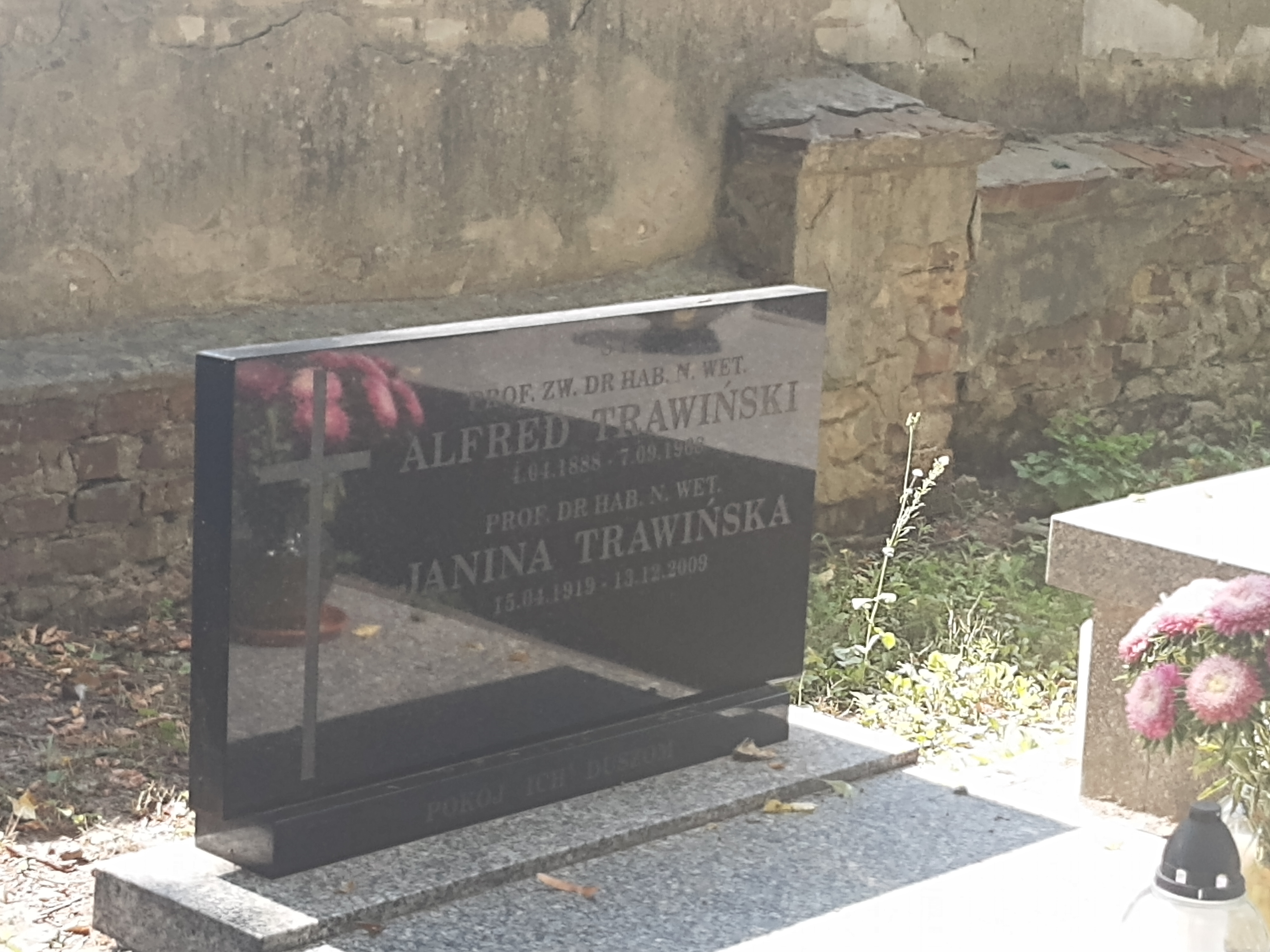
Grób prof. Alfreda Trawińskiego na cmentarzu przy ulicy Lipowej